# The Smiler
The Smiler in Alton Towers (Alton, Staffordshire, UK) ist eine Stahlachterbahn des Herstellers Gerstlauer Amusement Rides, welche sich im X-Sector-Themenbereich neben Oblivion befindet. Die Bahn wurde am 31. Mai 2013 eröffnet. The Smiler ist mit einer Anzahl von 14 Inversionen die Achterbahn mit den meisten Überschlägen weltweit.
Aufgrund technischer Probleme und eines Bolzenbruches war die Bahn vom 21. Juli bis zum 12. August 2013 geschlossen. Am 2. Juni 2015 wurde die Bahn infolge eines schweren Unfalles erneut geschlossen. Sie wurde erst wieder zum Start der neuen Saison am 19. März 2016 eröffnet.

## Geschichte
Die ersten Pläne zum Bau von The Smiler wurden im Dezember 2011 bei den zuständigen Behörden eingereicht. In diesen Plänen war ersichtlich, dass die neue Achterbahn von dem deutschen Hersteller Gerstlauer konstruiert und gebaut wird. Trotz Bedenken der Bewohner der Gemeinden Farley und Alton bezüglich des zu erwartenden höheren Verkehrsaufkommens, das durch eine neue Attraktion entstehen würde, wurde am 15. März 2012 nach einem Treffen des Staffordshire-Moorlands-Rates die Baugenehmigung erteilt.
Kurz nachdem die Baugenehmigung erteilt worden war, wurde eine Webseite ins Internet gestellt, auf der für eine Aktion mit dem Namen Secret Weapon 7 (SW7) geworben wurde. Dieser Codename reiht sich in die Liste der Codenamen von Alton Towers ein, so hieß zum Beispiel Nemesis mit Codenamen SW3 und Thirteen SW6. In etwa zum gleichen Zeitpunkt wurde das Zelt, in dem ehemals die Achterbahn Black Hole untergebracht war, abgerissen und danach mit den Erdarbeiten begonnen.
Ende Oktober 2012 trafen die ersten Schienenteile aus Deutschland im Park ein. Am 7. Dezember 2012 wurde mit dem Aufbau der Bahn begonnen. Auf einer Pressekonferenz im Januar 2013 wurde erstmals der Name The Smiler vom Park bestätigt. Am 24. April 2013 wurde das letzte Stück des sogenannten Top-Hat eingesetzt und die Bahn feierte somit Schienenschluss. Die Züge drehten ihre ersten Runden am 9. Mai 2013. An diesem Tag wurde auch die Guinness-Weltrekordurkunde übergeben.
Während einer Testfahrt für Journalisten kam es am 17. Mai 2013 zu einem Zwischenfall, bei dem ein Zug auf dem ersten Lifthill stecken blieb. Die technischen Probleme konnten in der darauffolgenden Woche nicht mehr behoben werden, sodass der ursprüngliche Eröffnungstermin am 23. Mai 2013 nicht eingehalten werden konnte.
In den ersten regulären Betriebswochen kam es immer wieder zu Störungen durch Achterbahnwagen, die vor dem Batwing-Element stecken geblieben sind. Als Ursache konnte ein Computerfehler ermittelt werden, der die Reduzierbremsen zu früh auslöste und die Achterbahnwagen dadurch zu stark verlangsamte.
Am 21. Juli 2013 brach einer der Verbindungsbolzen eines Schienenstücks und verursachte einen sichtbaren Spalt. Die Achterbahn wurde vom Park umgehend bis auf Weiteres geschlossen.

## Fahrt
Nachdem der Zug die Station verlassen hat, durchfährt er noch im Stationsgebäude eine abfallende 180°-Linkskurve, die in einer Heartline-Roll endet. Außerhalb des Gebäudes folgt der erste von zwei Kettenliften, wobei der erste eine normale Steigung hat. Die anschließende rechtsgeneigte Abfahrt endet in einem Korkenzieher, auf den zwei entgegengesetzte Dive-Loops folgen. Der Wagen durchfährt einen kleinen Airtime-Hügel mit anschließendem Batwing. Nach einem weiteren Korkenzieher fährt der Zug in die erste Blockbremse vor dem zweiten Lifthill ein, der eine 90°-Steigung besitzt. Auf diesen Lift folgt eine Abfahrt in einer Linkskurve, die wie die erste in einem Korkenzieher endet. Es schließen sich eine Sea-Serpent-Roll, erneut ein kleiner Airtime-Hügel und eine Cobra-Roll an, die mit dem Batwing verflochten scheint. Es folgen noch zwei weitere gestreckte Korkenzieher, bevor der Zug nach einer 180°-Linkskurve in die Schlussbremse einfährt.
Hauptthematisierungselement der Fahrt ist der sogenannte Marmaliser, eine Metallspinnenstruktur, die von der Bahn umgeben ist. Diese 15 Meter hohe Struktur hat 5 Beine, an denen jeweils ein anderer Effekt installiert ist, um Besucher zu verwirren und dadurch zum Lächeln zu bringen. Zusätzlich ist im Hauptkörper ein 360°-Bildschirm installiert.

## Unfall
Am 2. Juni 2015 kam es zu einem Auffahrunfall auf der Achterbahn, wobei ein mit 16 Personen besetzter Zug ungebremst auf einen stehenden, unbesetzten Zug auffuhr. Letzterer wurde leer auf die Strecke geschickt, nachdem die Bahn zuvor wegen technischer Probleme geschlossen worden war, und blieb unvorhergesehen stecken. Durch den Aufprall wurden alle 16 Insassen verletzt, vier davon schwer.
Infolge des Unfalles wurden neben dem Smiler auch in anderen Parks der Merlin Entertainments Group Achterbahnen des gleichen Herstellers für die Überprüfung der Sicherheitssysteme geschlossen. Darunter befanden sich beispielsweise Saw – The Ride im Thorpe Park und zwei Achterbahnen in der Chessington World of Adventures.
Nach dem Unfall wurde der Merlin-Entertainments-CEO Nick Varney von der Sky-News-Reporterin Kay Burley interviewt, welche ihn mehrfach unterbrach und versuchte, den Parkbetreiber schlecht darzustellen und für den Unfall verantwortlich zu machen. Burley wurde für ihr Vorgehen heftig kritisiert, außerdem wurde eine Petition, die ihre Entlassung als Ziel hatte, gestartet, die über 50 000 Unterschriften sammeln konnte.
Als Ursache für den Unfall gilt menschliches Versagen sowie unzureichende Sicherheitsvorkehrungen durch den Betreiber. Das Sicherheitssystem der Achterbahn hatte erfolgreich den bei einer aufgrund vorheriger Probleme durchgeführten Testfahrt vermutlich wegen des starken Windes im „Batwing“-Element liegen gebliebenen leeren Zug erkannt und daher den mit 16 Fahrgästen beladenen Zug gegen Ende des ersten Lifthills angehalten. Anschließend habe laut der Daily Mail ein Techniker den Sicherheitsmechanismus manuell ausgehebelt, sodass der am Lifthill stehende Zug seine Fahrt nach einem Neustart des Computersystems fortsetzen konnte und schließlich mit dem liegen gebliebenen Wagen kollidierte. Gegen den verantwortlichen Techniker und den Ride Operator wurde ermittelt.
Nach acht Monaten Schließung der Achterbahn wurde von Alton Towers angekündigt, dass The Smiler zusammen mit dem Rest des Parks am 19. März 2016 eröffnet.
In einem Sachverständigenbericht der Health and Safety Executive wurde bekannt, dass die verantwortlichen Techniker das technische Handbuch der Anlage nicht kannten. Der Betreiber habe zudem mit Bonuszahlungen Druck erzeugt, Anlagen möglichst schnell wieder in Betrieb zu nehmen.
Nach einer zweitägigen Gerichtsverhandlung wurde der Betreiber Merlin Entertainments am 27. September 2018 zu einer Strafzahlung von 5 Millionen Pfund verurteilt. Die Zahlung fiel damit 2,5 Millionen Pfund milder aus, als es die geltende Rechtssprechung in Großbritannien vorsieht. Grund hierfür war das vollständige Schuldeingeständnis des Betreibers, gängige Sicherheitsprinzipien missachtet zu haben. So hatte nur einer der anwesenden Techniker ein Training beim Hersteller absolviert. Das Windmessgerät, welches den Betrieb wegen der zu starken Winde verhindert hätte, war defekt. Zudem gab es kein formales Prozedere im Umgang mit Störfällen, welches die Techniker zum Abgang der Schiene und der meist üblichen Evakuierung von beladenen Zügen vor einem technischen Neustart gezwungen hätte. Die Sicherheitskameras, die den liegen gebliebenen Wagen zeigten, wurden ignoriert. Auch die langsame Alarmierung von Rettungskräften nach erst 17 Minuten und die lange Zeit bis zur Bergung der Fahrgäste mit über vier Stunden Dauer wegen fehlender Rettungswege bemängelte das Gericht. Den Unfall hätte der Betreiber somit vermeiden können. Die Sicherheit der Anlage selbst wurde vom Gericht bestätigt. Merlin Entertainments zog seine zunächst verbreitete Aussage, die Unfallursache sei menschliches Versagen, zurück und gestand damit die unternehmerische Schuld ein.